# Nemfidius de Provence
Nemfidius, (v. 640 - v. 710), patrice de Provence vers les années 700-710. 

## Biographie
Le patrice Nemfidius est connu par plusieurs sources. La première, un texte de 780 indique une liste de cinq patrices provençaux entre le début des années 690 et la fin des années 730, respectivement : Ansedertus, Nemfidius, Antenor, Metranus et Abbon. Ce document signale en particulier des spoliations effectuées par le patrice Antenor sur des propriétés de Saint-Victor résultant de donations du patrice Nemfidius ou de sa femme Adaltrude. Nemfidius a également fait frapper de nombreuses monnaies, des deniers en argent appelés deniers de Marseille, avec son nom ou son monogramme.

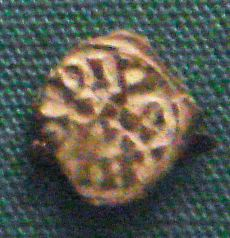
Pièce de monnaie argente de Nemfidius, patrice de Provence (700-710, monnayée à Marseille).

### Sources
- P.A. Février (sous la direction de) - La Provence des origines à l'an mil, page 462